# Машелево
Машелево (бел. Машэ́лева) — деревня в Полоцком районе Витебской области Белоруссии. В составе Фариновского сельсовета.

## География
Расположена в 15 км на юго-запад от Полоцка вблизи автодороги Р45 (Полоцк — Глубокое — граница Литвы).
Через населённый пункт не проходят маршруты общественного транспорта. Ближайшая автобусная остановка расположена в д. Кутняны в 1 км от деревни, железнодорожная станция — в д. Фариново в 2,5 км от деревни.
Делится на Старое Машелево и Новое Машелево, между которыми протекает ручей. Строительство в Новом Машелево многоквартирных домов и домов усадебной застройки началось в 1970-е гг. К началу XXI в. в Старом Машелево постоянных жителей не осталось.

### Гидрография
На реке Ушача.

## История
В XVIII веке принадлежала шляхтичам Богомольцам. В XIX веке относилась к Баноньской волости Полоцкого уезда.

## Население

### Численность
- 2019 год — 64 жителя

### Динамика
- 2019 год — 64 жителя (перепись населения)